# Talinolol
Talinolol ist ein Gemisch von zwei isomeren chemischen Verbindungen aus der Gruppe der Harnstoff-Derivate, die als Betablocker wirkt und medizinisch als blutdrucksenkendes Arzneimittel (Antihypertensivum) verwendet wird.

## Stereochemie
Talinolol enthält ein Stereozentrum und besteht aus zwei Enantiomeren. Hierbei handelt es sich um ein Racemat, also ein 1:1-Gemisch von (R)- und (S)-Form:
| Enantiomere von Talinolol | Enantiomere von Talinolol |
| ------------------------- | ------------------------- |
| CAS-Nummer: 71369-60-3    | CAS-Nummer: 71369-59-0    |

## Klinische Angaben

### Wirkweise
Talinolol wirkt als Antagonist an den β1-Adrenozeptoren.

### Indikationen
Die Substanz ist wirksam zur Behandlung von Bluthochdruck.

### Nebenwirkungen
Die Nebenwirkungen umfassen unter anderem:
- zentralnervöse Störungen wie Müdigkeit, Schwindel, Schwitzen, Kopfschmerzen und Schlafstörungen
- Bradykardie
- Magen-Darm-Beschwerden wie Übelkeit, Erbrechen, Verstopfungen oder Durchfall
- Vasodilatation der Extremitäten (Wirkung an β2-Rezeptoren)
- Erhöhung des Atemwegswiderstands (Wirkung an β2-Rezeptoren)

## Kontraindikationen
Kontraindikationen sind:
- Bradykardie
- Sinusknotensyndrom
- schwere arterielle Hypotonie
- Diabetes mellitus
- Prinzmetal-Angina
- schwere Herzinsuffizienz
- bevorstehende Geburt

### Wechselwirkungen
Talinolol hat Wechselwirkungen mit:
- anderen Antihypertensiva
- Antiarrhythmika
- Herzglykoside
- Antidiabetika
- NSAID
- Sympathomimetika
- Parasympathomimetika
- MAO-Hemmstoffen

## Handelsnamen
Monopräparate: Cordanum